# Rainbow Warrior

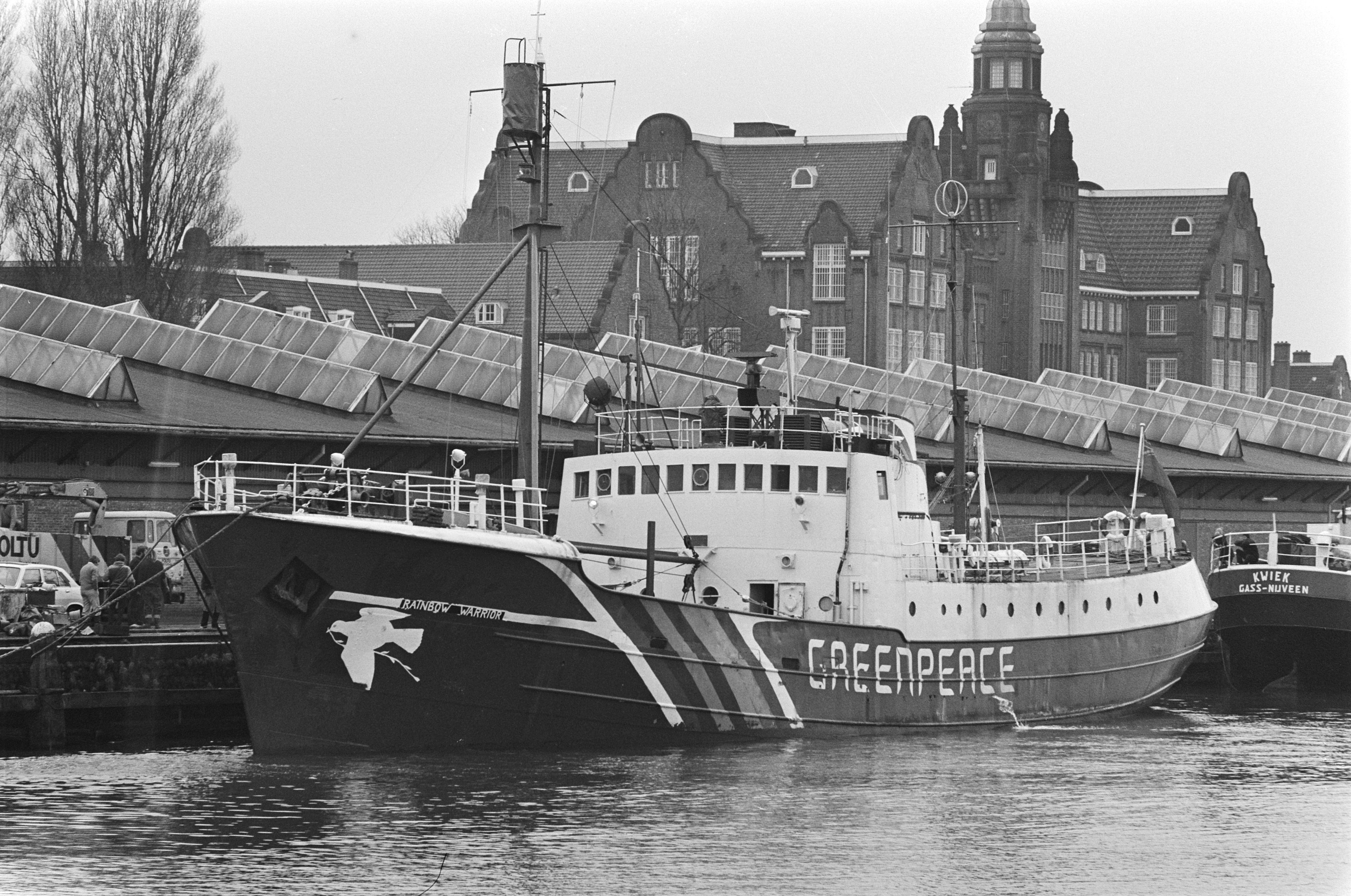
Rainbow Warrior в Амстердаме, 1981 год.

Rainbow Warrior I

Rainbow Warrior («Воин радуги») — название судов организации «Гринпис».
Оригинальный траулер длиной 40 метров и водоизмещением 418 т был построен в 1955 году компанией «Hall, Russell & Company, Limited» в Абердине (Шотландия). Первоначально принадлежал Министерству сельского хозяйства, рыбной ловли и продовольствия Великобритании. В 1978 году был куплен «Гринпис». Участвовал в ряде акций против охоты на китов и морских котиков и против испытаний ядерного оружия.
Был потоплен в новозеландской бухте агентами французской разведки 10 июля 1985 года.
В 1989-м году вместо него был спущен на воду ещё один корабль с таким же названием, Rainbow Warrior II, а в 2011-м ему на смену пришёл более современный и экологичный Rainbow Warrior III.

## На службе Британии

Флаг судоверфи Hall, Russell & Company

«Воин радуги» был спущен на воду в 1955 году в Абердине, Шотландия в качестве траулера, носившего имя «Сэр Уильям Харди». До 1977 года траулер принадлежал Министерству сельского хозяйства, рыбной ловли и продовольствия Великобритании. В 1977 году судно было куплено «Гринписом» за 40 тыс. фунтов стерлингов и подверглось многомесячной реконструкции. 20 апреля 1978 года оно вновь было спущено на воду под именем «Воин радуги», став первым судном в собственности «Гринпис». Название судна было заимствовано из пророчества коренных жителей североамериканского континента, дословно гласящего следующее: «В дни, когда мир болеет и находится при смерти, люди восстанут, словно Воины радуги». В 1981 году на судне заменили двигатели, в 1985 его переделали в кеч — двухмачтовое парусное судно. Это был флагман флотилии «Гринпис», призванный привлекать по всему миру спонсоров для поддержки инициатив по защите окружающей среды.

## На службе «Гринпис»

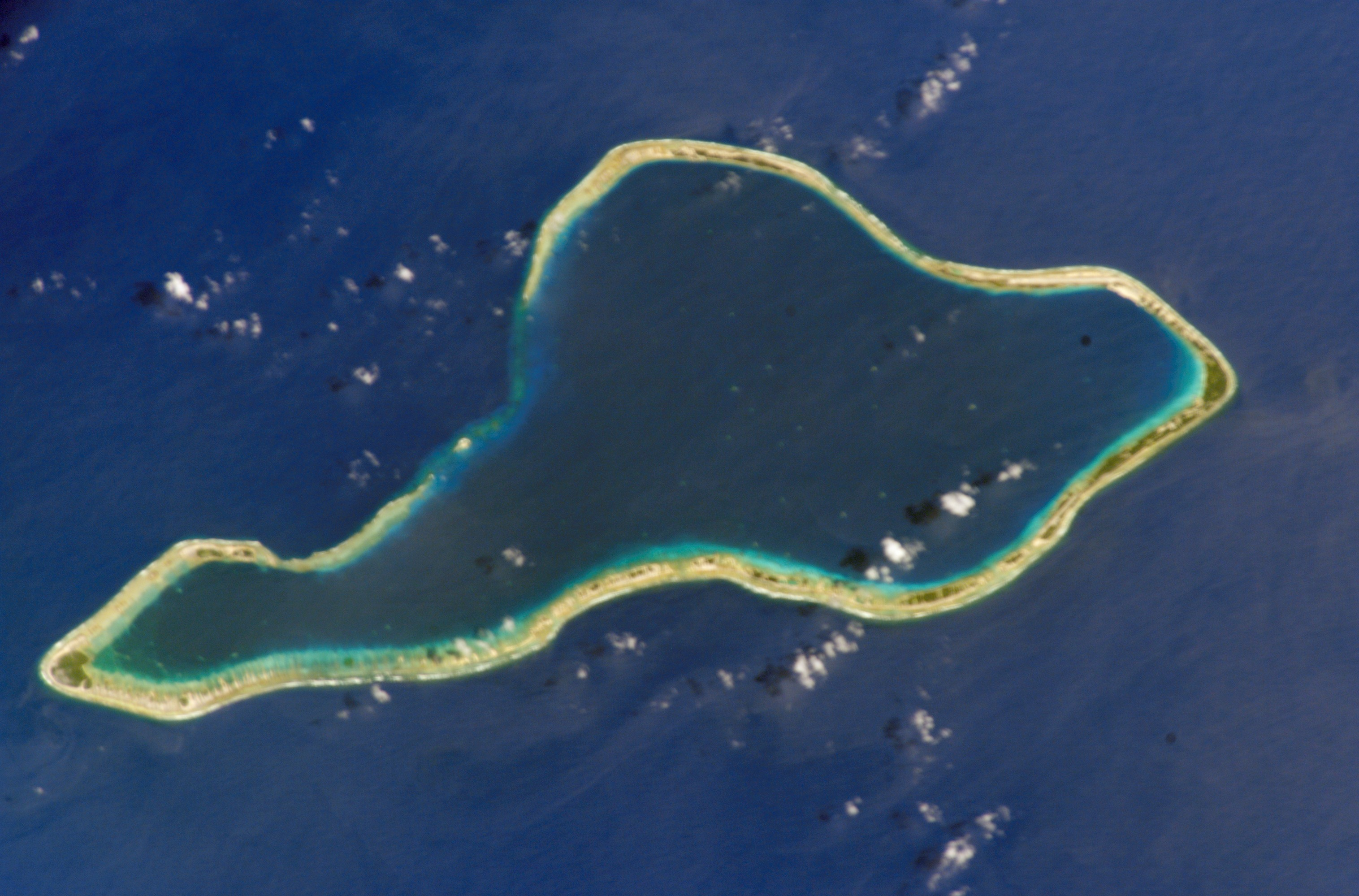
Атолл Муруроа, вид из космоса

В начале 1985 года «Воин радуги» курсировал в Тихом океане, выступая против испытаний ядерного оружия. В мае «Воин радуги» эвакуировал с атолла Ронгелап, подвергшегося радиоактивному загрязнению в результате американских ядерных испытаний, 300 местных жителей. Оттуда судно направилось в Новую Зеландию, чтобы возглавить флотилию из яхт, которая должна была выступить против французских ядерных испытаний на атолле Муруроа. Во время прежних ядерных испытаний на Муруроа суда протестующих, входившие в запретные воды вокруг атолла, захватывались французским спецназом. В 1985 году «Гринпис» принял решение наблюдать за последствиями ядерных испытаний, высадив протестующих на остров. Французское правительство, внедрившее своего агента в руководство «Гринписа», без труда раскрыло этот план.

## Диверсия
«Воин радуги» был взорван и потоплен незадолго до полуночи по новозеландскому времени 10 июля 1985 года. Два взрывных устройства были закреплены на его корпусе оперативными агентами французской разведки. Фотограф Фернандо Перейра, один из двенадцати находившихся на борту судна, вернулся на корабль после первого взрыва, чтобы спасти своё оборудование, но погиб в результате второго взрыва, потопившего судно.

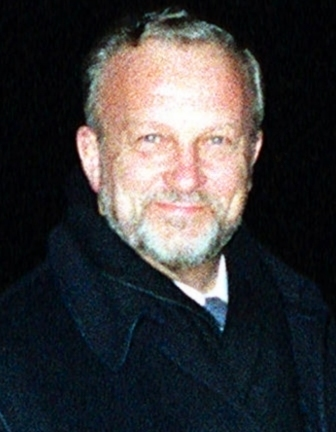
Шарль Эрню, министр обороны Франции

Следствие по делу об убийстве привело к обнаружению и аресту французских агентов. Последовавший за этим политический скандал завершился отставкой министра обороны Франции Шарля Эрню. Арестованные французские агенты были отправлены в тюрьму, но позже были переданы французскому правосудию. Некоторое время они содержались на французской военной базе на острове Хао, но вскоре были отпущены.
Столкнувшись с давлением международной общественности, Франция была вынуждена выплатить «Гринпису» компенсацию за потопленное судно. По признанию бывшего главы французской разведки, в потоплении «Воина радуги» были задействованы три диверсионные группы, причем та группа, которая непосредственно осуществила взрыв, так и не была поймана. Личности диверсантов до сих пор остаются засекреченными. 22 сентября 1985 года премьер-министр Франции Лоран Фабиус собрал пресс-конференцию, на которой признал, что «Воин радуги» был потоплен агентами французской разведки, выполнявшими приказ своего руководства.
После этого инцидента «Гринпис» и французское правительство пришли к соглашению, что претензии «Гринписа» к Франции должны быть рассмотрены международным судом. Судебное заседание состоялось в Женеве; суд состоял из трёх человек: профессора Клода Реймонда, сэра Оуэна Вудхауса и профессора Франсуа Террэ. Суд постановил, что Франция должна выплатить «Гринпису» 8,1 млн $. По словам Дэвида МакТаггарта, председателя «Гринпис», это решение стало «великой победой для тех, кто поддерживает право на мирный протест и ненавидит использование насилия». Интересы «Гринпис» в суде представляли Ллойд Катлер и Гэри Борн из адвокатской компании «Уилмер, Катлер энд Пиккеринг».

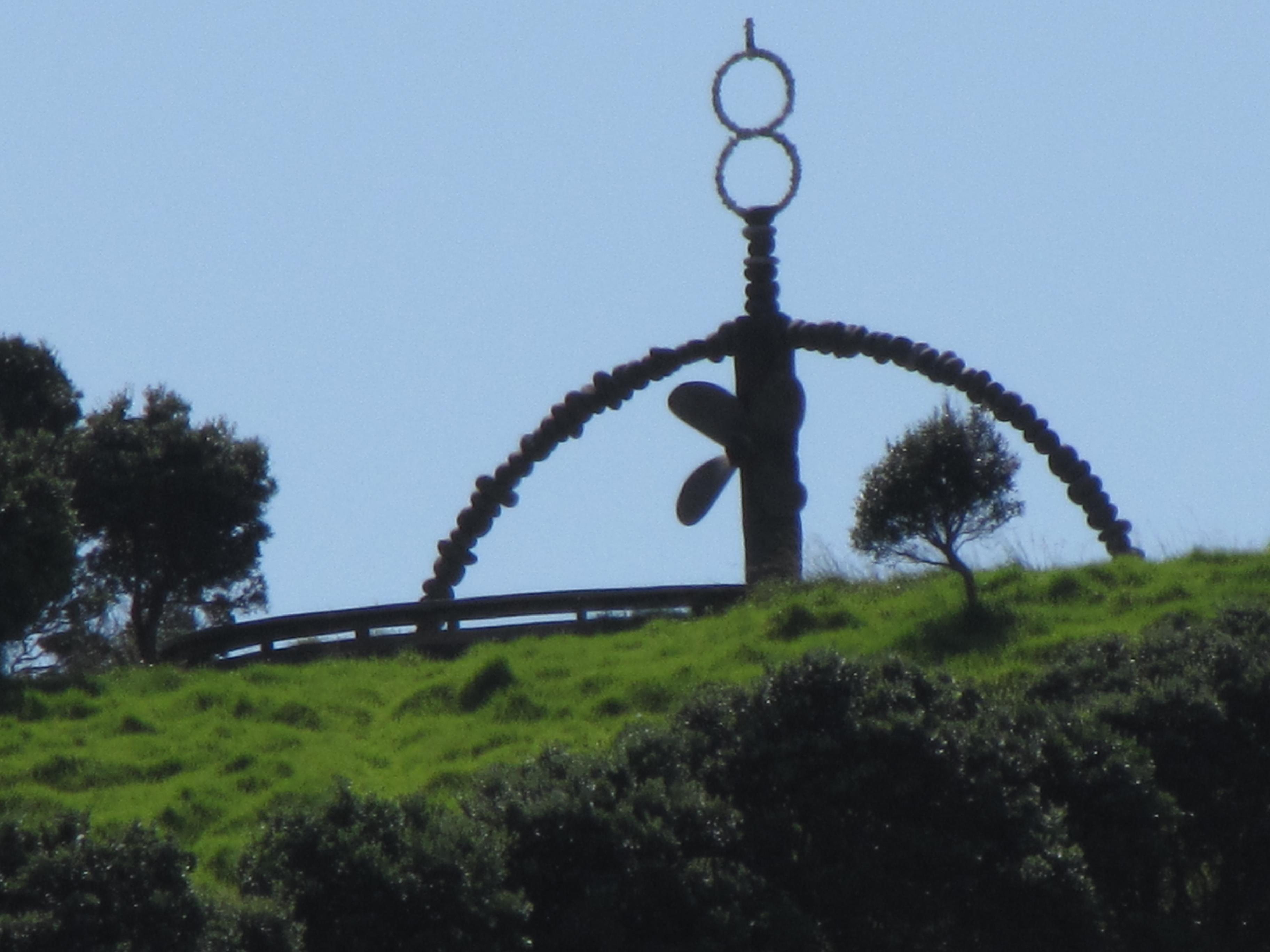
Мемориал в память о «Воине радуги»

Обломки «Воина радуги» были подняты на поверхность 21 августа 1985 года и перемещены в военно-морскую бухту для проведения судебной экспертизы. Из-за серьёзных повреждений корпуса восстановление судна было признано экономически нецелесообразным. 12 декабря 1987 года оно было затоплено в бухте Матаури островов Кавалли, Новая Зеландия, где и покоится до сих пор, привлекая дайверов и играя роль искусственного рифа. На корпусе судна поселилась колония разноцветных морских анемон. С корабля были сняты мачты, которые теперь стоят перед зданием городского музея Даргавилла.
В 1989 году «Гринпис» приобрёл новый корабль, которые получил имя «Воин радуги II».
В октябре 2011 года в Бремерхафене был спущен на воду «Воин радуги III», сооружённый с учётом современных технологий экологической защиты и предназначенный заменить технически устаревший «Воин радуги II».

## Упоминания в популярной культуре
О затоплении было написано несколько книг, в частности, «Глаза огня: последнее плавание „Воина радуги“». Эта книга увидела свет спустя год после затопления судна и была написана очевидцем тех событий Дэвидом Роби.
Так же упоминается в сборнике Стивена Кинга «Сердца в Атлантиде», в воспоминаниях одного из главных героев.
О корабле было снято несколько фильмов, включая «Заговор „Воина радуги“» (1989), «Воин радуги» (1993), «Операция „Воин радуги“» и «Le Rainbow Warrior» (оба — 2006).
Фильм Стивена Сигала «В смертельной зоне», созданный по мотивам деятельности «Гринписа», снимался под рабочим названием «Воин радуги».
Многие музыканты обращались к истории «Воина радуги», например, группа с Фарерских островов Týr и немецкие рокеры Die Toten Hosen. В 1989 году звукозаписывающая компания Geffen Records выпустила двойной альбом «Greenpeace Rainbow Warriors», в который вошли песни таких исполнителей как U2, INXS, The Pretenders, Talking Heads, White Lion и Питера Гэбриэла (был издан в СССР фирмой «Мелодия» под названием «Greenpeace — Прорыв»).